# Изенбюттель
Изенбюттель (нем. Isenbüttel) — община в Германии, в земле Нижняя Саксония.
Входит в состав района Гифхорн. Подчиняется управлению Изенбюттель. Население составляет 6165 человек (на 31 декабря 2010 года). Занимает площадь 18,65 км².
Коммуна подразделяется на 3 сельских округа.
| Год  | Население |
| ---- | --------- |
| 1990 | 3939      |
| 1995 | 5738      |
| 2000 | 6225      |
| 2005 | 6212      |
| 2010 | 6119      |